# Protoenstatita
La protoenstatita és un mineral de la classe dels silicats que pertany al subgrup dels ortopiroxens.

## Característiques
La protoenstatita és un piroxè, un inosilicat de fórmula química Mg₂Si₂O₆. Va ser aprovada com a espècie vàlida per l'Associació Mineralògica Internacional l'any 2016, sent publicada per primera vegada el 2017. Cristal·litza en el sistema ortoròmbic. Va ser descoberta a les Oregon Sunstone, una varietat de labradorita, amb una inusual coloració pleocroica/dicroica de color vermell a verd. Els nanocristalls orientats cristal·logràficament de protoenstatita i clinoenstatita en associació amb nanocristalls de coure són els responsables de la inusual coloració verda i "síndria" d'aquesta pedra preciosa.
Els exemplars que van servir per a determinar l'espècie, el que es coneix com a material tipus, es troben conservats a les col·leccions mineralògiques del museu de geologia del departament de geociència de la Universitat de Wisconsin-Madison, amb els números de catàleg: uwgm 3538 i uwgm 3539.

## Formació i jaciments
Va ser descoberta a la mina Dust Devil, a la localitat de Plush, dins el Comtat de Lake (Oregon, Estats Units), tractant-se de l'únic indret de tot el planeta on ha estat descrita aquesta espècie mineral.